# Kalāteh Shīrīn
Kalāteh Shīrīn (persiska: کلاته شیرین) är en ort i Iran.   Den ligger i provinsen Khorasan, i den nordöstra delen av landet, 700 km öster om huvudstaden Teheran. Kalāteh Shīrīn ligger 1 199 meter över havet och antalet invånare är 116.
Terrängen runt Kalāteh Shīrīn är varierad.Runt Kalāteh Shīrīn är det ganska glesbefolkat, med 35 invånare per kvadratkilometer. Närmaste större samhälle är Chenārān, 18,1 km väster om Kalāteh Shīrīn. Omgivningarna runt Kalāteh Shīrīn är i huvudsak ett öppet busklandskap.